# Kyla
Melanie Hernández Calumpad (5 de enero de 1981, Manila, Filipinas), más conocida por su nombre artístico Kyla, es una actriz y cantante filipina, conocida también como la princesa de R&B de las Filipinas, que surgió de un concurso de mejor video musical en la cadena MTV de los mejores cantantes asiáticos. También es conocida como la R & B y la Princesa del alma de Filipìnas, Kyla ha sido una de las intérpretes más premiadas en su país de origen sobre todo tras participar en un video musical de su sencillo titulado "Ngayon Hanggang" en 2001. Ella ha colaborado con muchos artistas internacionales como  Keith Martin, la banda británica de Blue, Ronan Keating, Norwegian, la banda Fra Lippo Lippi,  Joeniar Arief de Indonesia y de Malasia; Too Phat, Noryn Aziz, Ferhad y  Hazami.

## Biografía
Kila nació el 5 de enero de 1981, fue una de las más destetadas de su familia de sus padres, ya que ella los consideró como la vieja escuela. Esto se debió a que su progenitores escuchaban música jazz, como a famosos intérpretes de Fitzgerald, Billie Holiday y Aretha Franklin, Kyla pronto desarrolló su afinidad por la música, abrazando el micrófono en cada oportunidad única que ella recibía. En sus cumpleaños número 10, Kyla se unió a los más prestigiosos concursos televisivos de canto. Ella interpretó un tema musical titulado "Tanghalan ng Kampeon", que le permitió permanecer durante seis semanas seguidas y con su interpretación de gran alcance de Jennifer Holiday, con su tema musical titulado "I Am Changing" o  "Estoy Cambiando", fue ganadora en este evento en 1993. 
El veterano director, Al Quinn, vio su talento potencial, animándola a formar parte de un grupo popular, fue invitada a un programa de espectáculos de variedades difundida por la Red de GMA , bajo su nombre verdadero de Melanie, aunque como nombre de usuario.
Kyla representado a su país en un evento musical llama Yamaha, el 4 de agosto de 1995 en Japón.

## Carrera
Kyla comenzó su carrera en el 2000 con OctoArts EMI Philippines. Saltó a la fama con el lanzamiento de su segundo sencillo titulado "Ngayon Hannggang". Con esta canción ella fue ganadora de los premios MTV Video Music Awards. Además ha publicado un total de ocho álbumes hasta la fecha, de los cuales fueron certificados con discos de platino. En la actualidad Kyla se encuentra bajo contrato por los sellos discográficos como EMI Philippines (PolyEast Records), ALV Talent Circuit y Tarra Group (Indonesia).
Kyla a menudo ha colaborado también junto al cantante Jay-R, por mucho tiempo y su última vez que hizo un dueto se denominó "El último dúo". Los dos tenían su propio programa de televisión que era un programa de música variada. Su programa musical se llamaba SOP, que para que ella era fue un programa regular desde 2003 hasta 2009. En 2010, el programa fue sustituido por Party Pilipinas, una serie de televisión.

## Discografía

### Álbumes de estudio
- 2001: Way To Your Heart
- 2002: Kyla
- 2003: I Will Be There
- 2004: Not Your Ordinary Girl
- 2006: Beautiful Days
- 2007: Heartfelt
- 2008: Heart 2 Heart

## Filmografía

### Televisión/Films
2008
- Celebrity Duets (Philippine Edition): Celebrity Duet Partner

2007
- Celebrity Duets (Philippine Edition): Celebrity Duet Partner
- Pacquiao vs. Barrera II - Will To Win: Sang the Philippine National Anthem

2005
- All Star K!: Campus Crushes (Ep)
- Bubble Gang: Live (Ep)
- Popstar Kids: Host

2004
- Alicia Keys Live in Manila - (front act)
- Masikip Sa Dibdib(film): Performer (singer)
- Narito Ang Puso Ko: tandem with Jay R
- Magpakailanman: played Sarah Geronimo (Life Story)

## Premios
2008
- ASAP 24k Gold Record Award 2008
- Awit Award: Best Ballad for It's Over Now
- Gold Record Award "Heartfelt"

(Nominations)
- Awit Awards: 
  - Best Recording by a Female Artist: Love Will Lead You Back
  - Best Ballad: It's Over Now

2007
- 3rd MYX Music Award: Favorite Remake for Love Will Lead You Back from

the album Heartfelt.
- YES! Mag's Readers' Choice Awards: Hitmaker of the Year for the song Beautiful Days

(Nominations)
- 3rd MYX Music Awards: Favorite Female Artist
- 3rd MYX Music Awards: Favorite Mellow Video for Love Will Lead You Back

2006 
(Nominations)
- MYX Music Award: Favorite Collaboration for "Say that you love me" with Jay R
- Awit Award:Best Ballad for Beautiful Days

2005
- 1st Philippine Annual Hip-hop Music Awards: First Filipina recipient of the Female R&B Artist of the Year Award by Empire Entertainment at the 1st Annual Philippine Hip-Hop Music Awards
- ASAP Platinum Circle Award 2005
- Platinum Record Award "Not Your Ordinary Girl"

(Nominations)
- Awit Awards: 
  - Album of the Year - (Not Your Ordinary Girl)
  - Best Ballad: If The Feeling Is Gone
  - Best R&B Song: Not Your Ordinary Girl (feat. Jimmy Muna), Something About You (feat. Thor), Hindi Mo Ba Alam (feat. PKaso)
- MTV Pilipinas: Favorite Female Artist
- 1st Philippine Annual Hip-hop Music Awards: R&B Video of the Year - (Not Your Ordinary Girl)

2004
- Gold Record Award "Not Your Ordinary Girl"
- Awit Awards: 
  - People’s Choice Artist
  - Best Performance by a Duet: Sana Maulit Muli (with Gary V.)
  - Best R&B Song: I Will Find You

- National Consumer’s Choice Awards: Best Female Artist

- RX 93.1 Awards: OPM Female Artist of the Year
- Tinig Awards: NPC’s Tinig 2004 honorees

(Nominations)
- Aliw Awards: Best Concert Act (Female) and Best Performer in Hotel, Music Lounges and Bars and Most Promising Female Entertainer
- Awit Awards: Best R&B Song - Bounce and Best Vocal Arrangement - Always on Time

2003
- Metropop Song Festival: Close-up Planet Choice Song - Buti na Lang(Interpreter); 3rd Place Winner - Buti na Lang

(Nominations)
- Katha Awards: Best R&B Song: This Day (from the Album: Kyla, Interpreter/Songwriter)

2002
- Aliw Awards: Best New Female Artist

- Katha Awards:
  - Best R&B Performance: Tara Tena
  - Best R&B Song: Tara Tena (with Kaya & V3)
  - Song of the Year: Tara Tena

- Magic 89.9 Awards: Female Artist of the Year
- MTV Pilipinas: Best Song - I Feel For You
- RX 93.1 Awards: OPM Female Artist of the Year (for the 2nd Straight Year) and OPM Song of the Year - I Feel For You.

(Nominations)
- Katha Awards: Best Rap Performance: Laro (with D’Coy)
- MTV Pilipinas: Best Female Artist

2001
- Awit Awards:
  - Best New Female Recording Artist
  - Music Video of the Year - Hanggang Ngayon
  - Music Video Performance of the Year
  - Best R&B Music - Bring it On
- Guillermo Mendoza Foundation Awards: Most Promising Female Artist
- MTV Pilipinas: Best Video - Hanggang Ngayon
- MTV Pilipinas: Best New Artist
- MTV Video Music Awards: MTV Southeast Asia Viewers' Choice Winner
- JAM: Himig Handog Sa Makabagong Kabataan
- Grand Prize Winner: Tara Tena (Interpreter)
- RX 93.1 Awards: OPM Female Artist of the Year
- KCFM 93.9 Awards: Breakthrough Artist of the Year

## Otras producciones
- Bum G
- Hapee Toothpaste